# Jakovlev Jak-28
De Jakovlev Jak-28 (Russisch: Яковлев Як-28) (NAVO-codenaam: Brassard, Brewer, Firebar of Mangrove, naargelang de variant) was een straalaangedreven gevechtsvliegtuig met pijlvleugels gebruikt door de Sovjet-Unie. Hij werd gebouwd als bommenwerper, elektronische oorlogvoering, verkenningstoestel (NAVO-codenaam Brewer), onderscheppingsjager (Firebar) en trainer (Maestro). Het toestel maakte zijn eerste vlucht op 5 maart 1958 en kwam in dienst in 1960. Het Westen zag hem voor het eerst op de luchtvaartshow van Toesjino, op de Dag van de Arbeid 1961. Westerse analytici dachten in eerste instantie dat het een jager in plaats van een aanvalsvliegtuig was, en een doorontwikkeling van de Jak-25M en gaven hem daardoor de naam "Flashlight". Nadat zijn echte rol duidelijk werd, kreeg de Jak-28 bommenwerper serie de naam "Brewer".
De totale productie van alle Jak-28s was ongeveer zevenhonderd. De Jak-28P werd eind jaren 1980 uit dienst gehaald, maar trainer en andere versies bleven nog in dienst tot na de val van de Sovjet-Unie, in ieder geval nog tot 1992. De Brewers werden uiteindelijk vervangen door de Soechoj Soe-24 Fencer.

## Varianten
Er zijn vele varianten van de Jak-28 gebouwd. De eerste drie, Brewer-A, Brewer-B en Brewer-C, waren tactische bommenwerpers met een glazen neus voor een navigator/bombardier, een interne wapenlast van 3000 kg, een voorwaarts vurend snelvuurkanon (in eerste instantie de 23 mm Noedelman-Richter NR-23, later de Grjazev-Sjipoenov GSj-23L dubbelloops) en vleugelophangpunten voor extra bommen of raketlanceerders. De Brewer-A en Brewer-B modellen kwamen niet in massaproductie en het eerste serie-geproduceerde model was de Jak-28B (Brewer-C), met langere motorinlaten en een opnieuw ontworpen navigatorruimte. Ook kreeg hij de RBP-3 radargeleide bommenrichter.
In 1961 werd de Jak-28B opgewaardeerd tot Jak-28L, met een nieuwe radargeleide Lotos bommenrichter, in 1962 vervangen door de Jak-28I, met "Initiativa"-radar. De motoren werden vervangen door de R-11AF2-300 met 61 kN stuwkracht. Sommige Jak-28B's werden opgewaardeerd met de "Initiativa" radar en kregen de aanduiding Jak-28BI. Sommige Jak-28L's werden later aangepast voor het in de gaten houden van radioactieve vervuiling en kregen de aanduiding Jak-28RR.
De Jak-28R (Brewer-D) was een verkenningsversie met de glazen neus, maar wel met een zoekradar.
De Jak-28PP (Brewer-E) was een aangepaste Brewer-C, uitgerust met apparatuur voor elektronische oorlogvoering en elektronische tegenmaatregelen. Deze gebruikte het bommenruim voor de elektronische oorlogsvoeringsapparatuur. De ophangpunten aan de vleugels werden gehouden voor extra brandstoftanks of raketten. Vroege Jak-28PP's kunnen hun kanon gehouden hebben, maar dat werd later verwijderd.
De Jak-28U (Maestro) was een trainer versie met een instructeurscockpit achter de standaard cockpit.
Een langeafstandsonderscheppingsjager, de Jak-28P (Firebar) werd ontwikkeld in 1965-1966. Het verwisselde het bommenruim voor extra brandstoftanks. Hierdoor werd de brandstofvoorraad aanzienlijk en eerder bepaald door het gewicht dan het volume. De Firebar kreeg ook een nieuwer Oriol-D onderscheppingsradar, compatibel met de R-98 (AA-3 Anab) lucht-luchtraket. Het kanon werd uiteindelijk verwijderd.